# William Paley (Theologe)

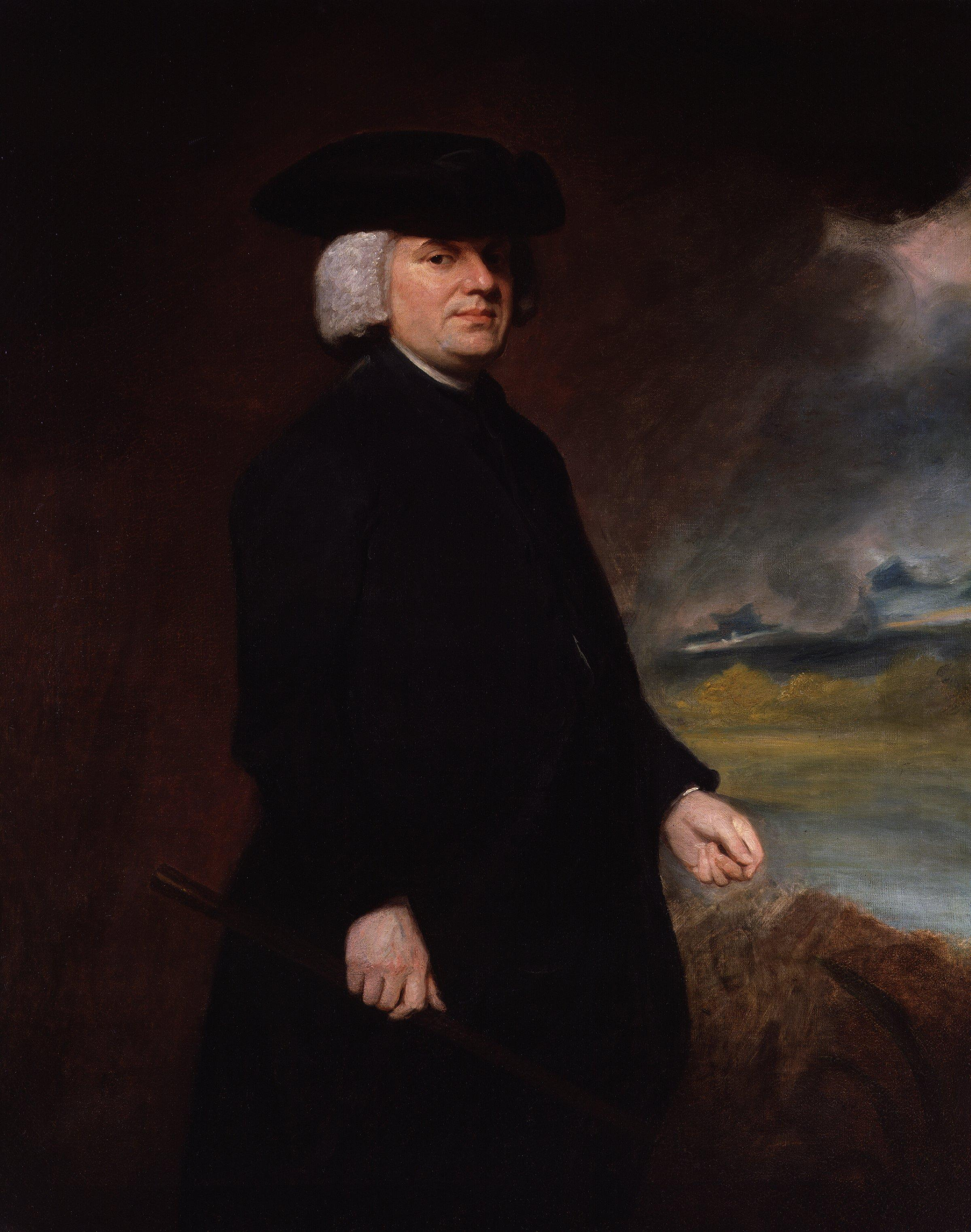
William Paley

William Paley (* Juli 1743 in Peterborough, Northamptonshire; † 25. Mai 1805 in Lincoln, Lincolnshire) war ein englischer Theologe und Philosoph.

## Leben
Paley wurde am 30. August 1743 in der Kathedrale von Peterborough getauft. Er war der einzige Sohn und das älteste der vier Kinder von William Paley (1711–1799) und Elizabeth Clapham (1713?–1796), die beide aus Giggleswick stammten. Paley wurde zunächst an der Grammar School in Giggleswick ausgebildet, deren Schulleiter sein Vater war.
Am 16. November 1758 wurde er als „Sizar“ am Christ’s College in Cambridge zugelassen. Als Bester seines Jahrgangs („Senior Wrangler“) graduierte er im Januar 1763 als Bachelor of Arts (B.A.). Von 1763 bis 1765 war Paley Assistent des Schulleiters und dann Lateinlehrer an Thomas Brackens privater Akademie in Greenwich, die auf die Vorbereitung von Jungen auf das Militär spezialisiert war. Am 24. Juni 1766 wurde Paley zum „Fellow“ des Christ’s College gewählt und kehrte nach Cambridge zurück. Er legte seinen Abschluss als Master of Arts (M.A.) ab, gab Privatunterricht und wurde am 21. Dezember 1767 vom Londoner Bischof Richard Terrick (1710–1777) zum Priester ordiniert. Ab 1768 lehrte Paley am Christ’s College. Er hielt Vorlesungen über Samuel Clarke, Joseph Butler und John Locke sowie Moralphilosophie.
1776 wurde Paley Rektor in Musgrave in der Grafschaft Cumbria und 1782 Archidiakon in Carlisle. Auf Anraten seines Freundes John Law (1745–1810), einem Sohn des Bischofs von Carlisle Edmund Law (1703–1787), veröffentlichte er 1785 eine überarbeitete und erweiterte Fassung seiner Vorlesungen unter dem Titel The principles of moral and political philosophy.
Paley war zweimal verheiratet. Am 6. Juni 1776 heiratete er Jane Hewitt (1751?–1791), eine Tochter eines örtlichen Spirituosenhändlers aus Carlisle. Das Paar hatte vier Söhne und vier Töchter, darunter Edmund (1782–1850). Nach deren Tod heiratete Paley am 14. Dezember 1795 Catherine Dobinson (1748?–1819), ebenfalls aus Carlisle.

## PaleysNatural Theology

### Natürliche Theologie
In seinem 1802 erschienenen Buch Natural Theology (Natürliche Theologie) plädierte Paley anhand der Uhrmacher-Analogie für das Wirken eines Schöpfers in der Natur. Würde man einen Stein finden, so könne man vermuten, er habe schon immer dort gelegen. Würde man aber eine Uhr finden, so würde man dies kaum vermuten. Aus der Zweckmäßigkeit, mit der die Einzelteile der Uhr zusammengefügt seien, müsse man schließen, dass die Uhr einen intelligenten Schöpfer, den Uhrmacher, gehabt habe. Folglich müsse auch ein lebender Organismus, dessen Körperteile ebenso zweckmäßig zusammenwirken wie die Teile der Uhr, einen intelligenten Schöpfer haben, den Paley auch Designer nennt.
Paleys Argumentation ist ein Beispiel für den Versuch eines teleologischen Gottesbeweises mithilfe spezifizierter Komplexität.

### Rezeption
Paleys Naturtheologie stellte die universelle Adaptiertheit von Lebewesen in den Mittelpunkt seines Beweises eines Schöpfers und einer selbst unveränderlichen Schöpfung. Der statische Adaptionismus Paleys scheint paradoxerweise gerade einen Einfluss auf den evolutionären Adaptionismus von Charles Darwin gehabt zu haben, der durch seine Theorie der Natürlichen Zuchtwahl die britische Naturtheologie unterminieren sollte.
Heute wird die Entstehung von komplex-organisierten Systemen wie dem menschlichen Auge oder dem Gehirn in den biologischen Wissenschaften allgemein durch die Evolutionstheorie erklärt. Unter anderem wurde Paleys Vergleich als scheinbares Resultat eines planvollen Entwurfs durch Richard Dawkins im Titel seines Buches Der blinde Uhrmacher direkt aufgegriffen, aber evolutionstheoretisch durch das Wirken von Mutation und Selektion erklärt, ohne dass dafür ein Schöpfergott notwendig wäre.

## Schriften (Auswahl)
Bücher
- The principles of moral and political philosophy. R. Faulder, London 1785 (Digitalisat).
  - 2., korrigierte Auflage, R. Faulder, London 1786 (Digitalisat).
  - 3., korrigierte Auflage, 2 Bände, R. Faulder, London 1786 (Band 2).
  - 4., korrigierte Auflage, 2 Bände, R. Faulder, London 1787 (Band 1, Band 2).
  - 5., korrigierte Auflage, 2 Bände, R. Faulder, London 1788 (Band 1, Band 2).
  - 7., korrigierte Auflage, 2 Bände, R. Faulder, London 1790 (Band 1).
  - 8., korrigierte Auflage, 2 Bände, R. Faulder, London 1791 (Band 1, Band 2).
  - 9., korrigierte Auflage, 2 Bände, R. Faulder, London 1793 (Band 1, Band 2).
  - 10., korrigierte Auflage, 2 Bände, R. Faulder, London 1794 (Band 2).
  - 12., korrigierte Auflage, 2 Bände, R. Faulder, London 1799 (Band 1, Band 2).
  - 14. Auflage, 2 Bände, R. Faulder, London 1803 (Band 1, Band 2).
  - 15. Auflage, 2 Bände, R. Faulder, London 1804 (Band 1, Band 2).
  - 17. Auflage, 2 Bände, R. Faulder, London 1809 (Band 1, Band 2).
  - 19. Auflage, 2 Bände, R. Faulder; Longman, Hurst, Rees, Orme and Brown; […], London 1811 (Band 2).
  - Grundsätze der Moral und Politik. Übersetzt von Christian Garve, Weidmanns Erben und Reich, Leipzig 1787 (Band 1, Band 2).
  - Principes de philosophie morale et politique. 2 Bände, Jalabert, Nismes 1816 (Band 1, Band 2) – übersetzt nach der 19. Auflage von Jacques Louis Samuel Vincent (1787–1837).
    - 2 Bände, Treuttel et Wurtz, Paris 1817 (Band 1, Band 2).

  - Principios de filosofia moral. Boix, Madrid 1841 (Digitalisat) – herausgegeben von Juan Diaz de Baeza.
    - 2. Auflage, Boix, Madrid 1846 (Digitalisat)
- Horae Paulinae: or the truth of the Scripture history of St. Paul evinced by a comparison of the epistles, which bear his name, with the acts of the apostles and with one another. R. Faulder, London 1790 (Volltext).
  - [2. Auflage], R. Faulder, London 1796 (Digitalisat).
  - 3. Auflage, R. Faulder, London 1803 (Digitalisat).
  - 4. Auflage, R. Faulder, London 1805 (Digitalisat).
  - 5. Auflage, R. Faulder, London 1807 (Digitalisat).
  - 6. Auflage, R. Faulder, London 1809.
  - 7. Auflage, R. Faulder, London 1810 (Digitalisat).
  - 8. Auflage, R. Faulder, London 1812 (Digitalisat).
  - 9. Auflage, F. C. & J. Rivington, London 1816.
  - 10. Auflage, F. C. & J. Rivington, London 1819 (Digitalisat).
  - Horae Paulinae. Beweis der Glaubwürdigkeit der Geschichte und der Aechtheit der Schriften. C. G. Fleckeisen, Helmstädt 1797 (Digitalisat).
  - Horae Paulinae ou La Vérité de l’histoire de Saint Paul, contenue dans le Nouveau Testament […]. Nismes 1809 (Digitalisat) – übersetzt von David Levade (1750–1834).
- A view of the evidences of Christianity. In three parts. John Pasley, Dublin 1794 (Digitalisat).
  - 2. Auflage, 2 Bände, R. Faulder, London 1794 (Band 1, Band 2).
  - 3. Auflage, 2 Bände, R. Faulder, London 1794 (Band 1, Band 2).
  - 4. Auflage, 2 Bände, R. Faulder, London 1795 (Band 1, Band 2).
  - 5. Auflage, 2 Bände, R. Faulder, London 1796 (Band 1, Band 2).
  - 6. Auflage, 2 Bände, R. Faulder, London 1797 (Band 1, Band 2).
  - 7. Auflage, 2 Bände, R. Faulder, London 1800 (Band 1, Band 2).
  - 9. Auflage, 2 Bände, R. Faulder, London 1803 (Band 2).
  - 10. Auflage, 2 Bände, R. Faulder, London 1804 (Band 1, Band 2).
  - 11. Auflage, 2 Bände, R. Faulder, London 1805 (Band 1, Band 2).
  - 12. Auflage, 2 Bände, R. Faulder, London 1807 (Band 1, Band 2).
  - 13. Auflage, 2 Bände, R. Faulder, London 1810 (Band 1, Band 2).
  - 14. Auflage, 2 Bände, R. Faulder; Longman, Hurst, Rees, Orme and Brown; […], London 1811 (Band 2).
  - Uebersicht und Prüfung der Beweise und Zeugnisse für das Christenthum. 2 Bände, Weigand, 1797 (Band 1, Band 2) – übersetzt von Johann August Nösselt.
- A sermon preached at the Assizes at Durham July 29th, 1795 […]. London 1795 (Volltext, Digitalisat).
- Natural theology,: Or, Evidences of the existence and attributes of the Deity, collected from the appearances of nature. London 1802 (Digitalisat).
  - 3. Auflage, R. Faulder, London 1803.
  - 6. Auflage, R. Faulder, London 1803 (Digitalisat).
  - 7. Auflage, R. Faulder, London 1804.
  - 12. Auflage, R. Faulder, London 1809 (Digitalisat).
  - 13. Auflage, R. Faulder; Longman, Hurst, Rees, Orme and Brown; […], London 1811 (Digitalisat).
  - 14. Auflage, R. Faulder; Longman & Co., London 1813 (Digitalisat).
  - 20. Auflage, London 1820 (Digitalisat).
  - Théologie naturelle, ou Preuves de l'existence et des attributs de la divinité, tirées des apparences de la nature. Genf 1804 (Digitalisat) – übersetzt von Charles Pictet de Rochemont.
    - 2., überprüfte und korrigiert Auflage, Genf 1818 (Digitalisat).

  - Natürliche Theologie. Verlag der J. G. Cotta’sche Buchhandlung, Stuttgart / Tübingen 1837 (Digitalisat) – übersetzt von Hermann Hauff.
- Sermons on several subjects. James Graham, Sunderland 1806 (Digitalisat) – postum.
  - 2. Auflage, Longman, Hurst, Rees and Orme, London 1808 (Digitalisat).
  - 5. Auflage, Longman, Hurst, Rees and Orme, London 1810 (Digitalisat).
  - 6. Auflage, Longman, Hurst, Rees, Orme and Brown, London 1812 (Digitalisat).
  - 7. Auflage, Longman, Hurst, Rees, Orme and Brown, London 1815 (Digitalisat).
  - 8. Auflage, Longman, Hurst, Rees, Orme and Brown, London 1818 (Digitalisat).

Sonstige
- Epicopus LI. In: William Hutchinson: The history of the county of Cumberland, and some places adjacent, from the earliest accounts to the present time. Band 2, F. Jollie, Carlisle 1794, S. 636–638 (Digitalisat).
  - = Law (Edmund). In: Encyclopædia Britannica. 3. Auflage, Band 9, 1797, S. 735–736 (Digitalisat).
  - =A short memoir of Edmund Law, D.D., Bishop of Carlisle. 1800 (Digitalisat).

Gesammelte Werke
- The works of William Paley, D.D. In five volumes. 5 Bände, Joshua Belcher, Boston 1810–1812 (Band 1, Band 2, Band 3, Band 4, Band 5).
- The works of William Paley, D. D. with additional sermons, etc. etc. and a corrected account of the life and writings of the author. 7 Bände, London 1825 (Band 1, Band 2, Band 3, Band 4, Band 5, Band 6, Band 7).
  - The works of William Paley, D. D. with additional sermons and a corrected account of the life and writings of the author. 6 Bände, London 1830 (Band 1, Band 2, Band 3, Band 4, Band 5, Band 6).

Moderne Ausgaben
- William Paley: Natural Theology, mit einer Einführung von M. D. Eddy und D. M. Knight (Hrsg.). Oxford University Press, 2005, ISBN 0-19-280584-3.